# Cerkev svatého Mikuláše (Budești)
Cerkev svatého Mikuláše je dřevěná cerkev z roku 1643 v obci Budești v župě Maramureš v Rumunsku.
Cerkev je jednou z osmi dřevěných svatyň v oblasti Maramureš zapsané na seznam světového dědictví UNESCO.

## Historie
Dřevěná cerkev byla postavena v obci Budești o které je první písemná zmínka z roku 1361. Svatyně je postavená na malém kopci uprostřed obce a je její dominantou. Byla postavena v první polovině 17. století.
V roce 1999 společně s osmi dalšími dřevěnými cerkvemi oblasti Maramureš zapsán na seznam světového dědictví UNESCO pod číslem 904-002. Ministerstvo kultury a národního dědictví Rumunska vede cerkev v seznamu památek pod číslem MM-II-m-A-04530.

## Architektura

### Exteriér
Cerkev je orientovaná jednosrubová dvojdílná stavba (předlodí–loď) na půdorysu obdélníku (17,70×8,47m) s přisazeným polygonálním užším závěrem kněžiště na kamenné podezdívce. Stavebním materiálem jsou dubové trámy tesané do obdélníkového průřezu 16–20×30–35 cm. Nad předlodím (babincem) je postavena 26 m vysoká štenýřová věž, která je zakončená vysokou jehlanovou střechou ve spodní části prolomenou a se čtyřmi věžičkami v rozích střechy. Takový typ věže je pro oblast Maramureš výjimečnou a jedinou. Takové to věže jsou typické pro oblast Lăpuș. Vchod do cerkve je na západní straně přes babinec do lodi. Babinec, loď i závěr jsou zastřešeny vysokou dvojitou šindelovou sedlovou střechou.

### Interiér
Interiér zdobí malované obrazy na stěnách a také ikony malované na skle a dřevě. Mezi nejstarší patří ikona z 15. století, která představuje Jana Křtitele. Malba se skládá ze scén, které jsou oddělené barevnými pruhy. Figurky jsou kresleny tak, aby byly viditelné téměř jako v náhledech rukopisů, jimiž byl malíř inspirován. Převládá ve světlých, jasných, čistých a harmonizovaných barvách. Výmalba proběhla ve dvou etapách a byla provedena dvěma autory. Interiér babince a lodi zdobí malby Alexandra Ponehalschého z roku 1762. Na západní a jižní stěně babince jsou výjevy ze života Ježíše Krista. V lodi se dochovaly výjevy ze Starého zákona jako např. prorok Eliáš, výjevy z Ráje. Ponehalschi je rovněž autorem ikonostasu a dalších ikon.
Hlavní barokní oltář pochází z roku 1812, autorem malby je Ianoș Opriș.
Opravy svatyně proběhly v roce 1922 a v roce 1935 byla postavena sakristie na hřbitově, který obtáčí cerkev.

## Galerie

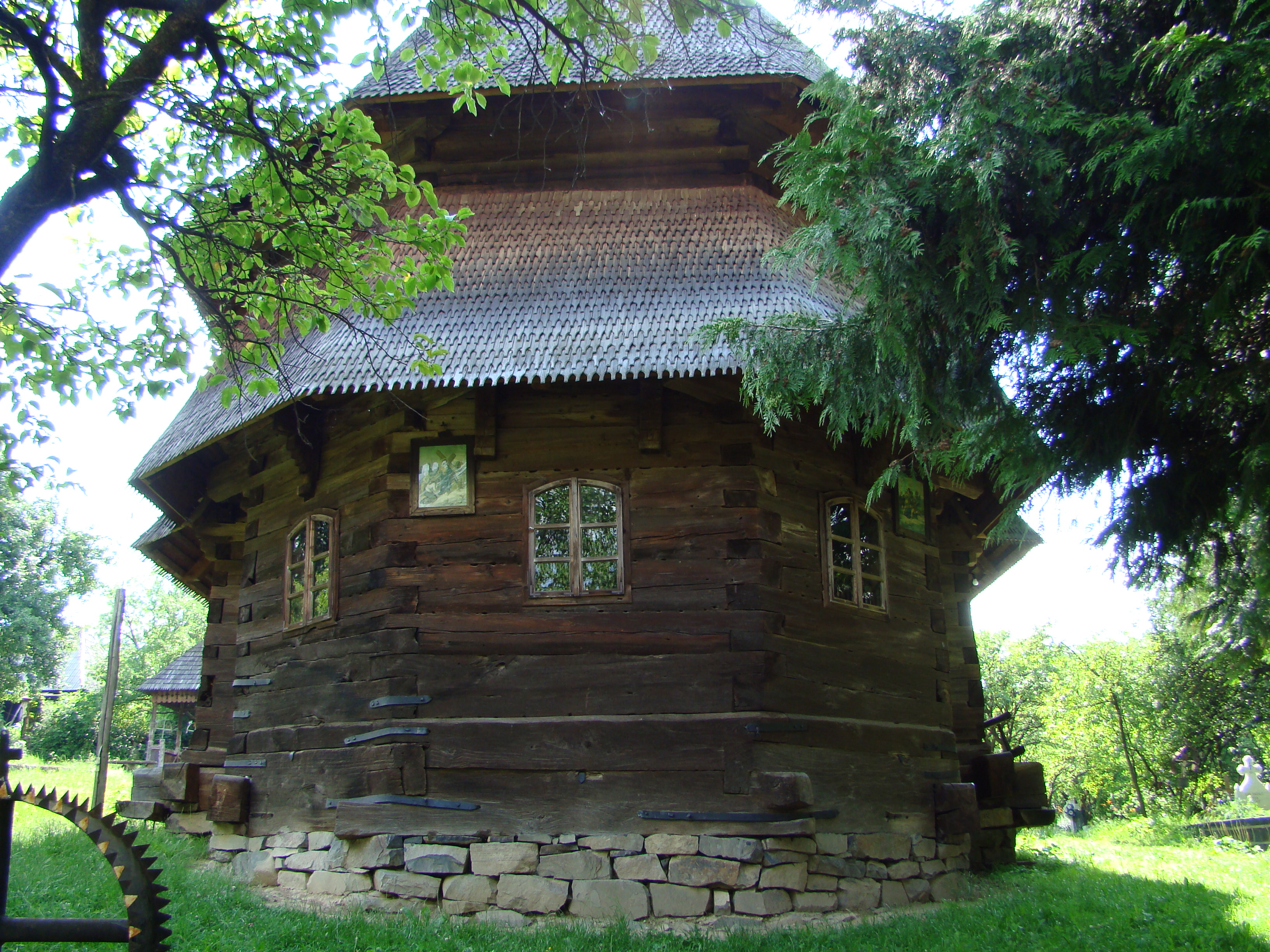
Polygonální závěr
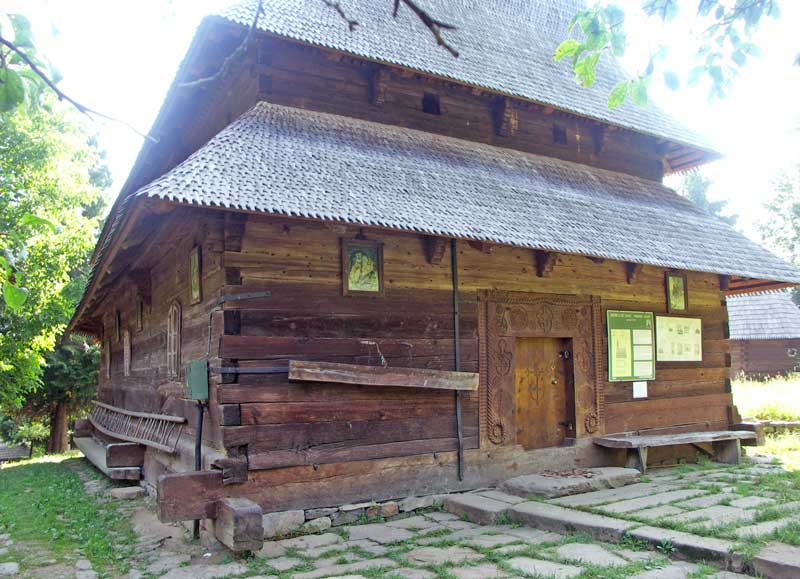
Západní část s dvojitou střechou
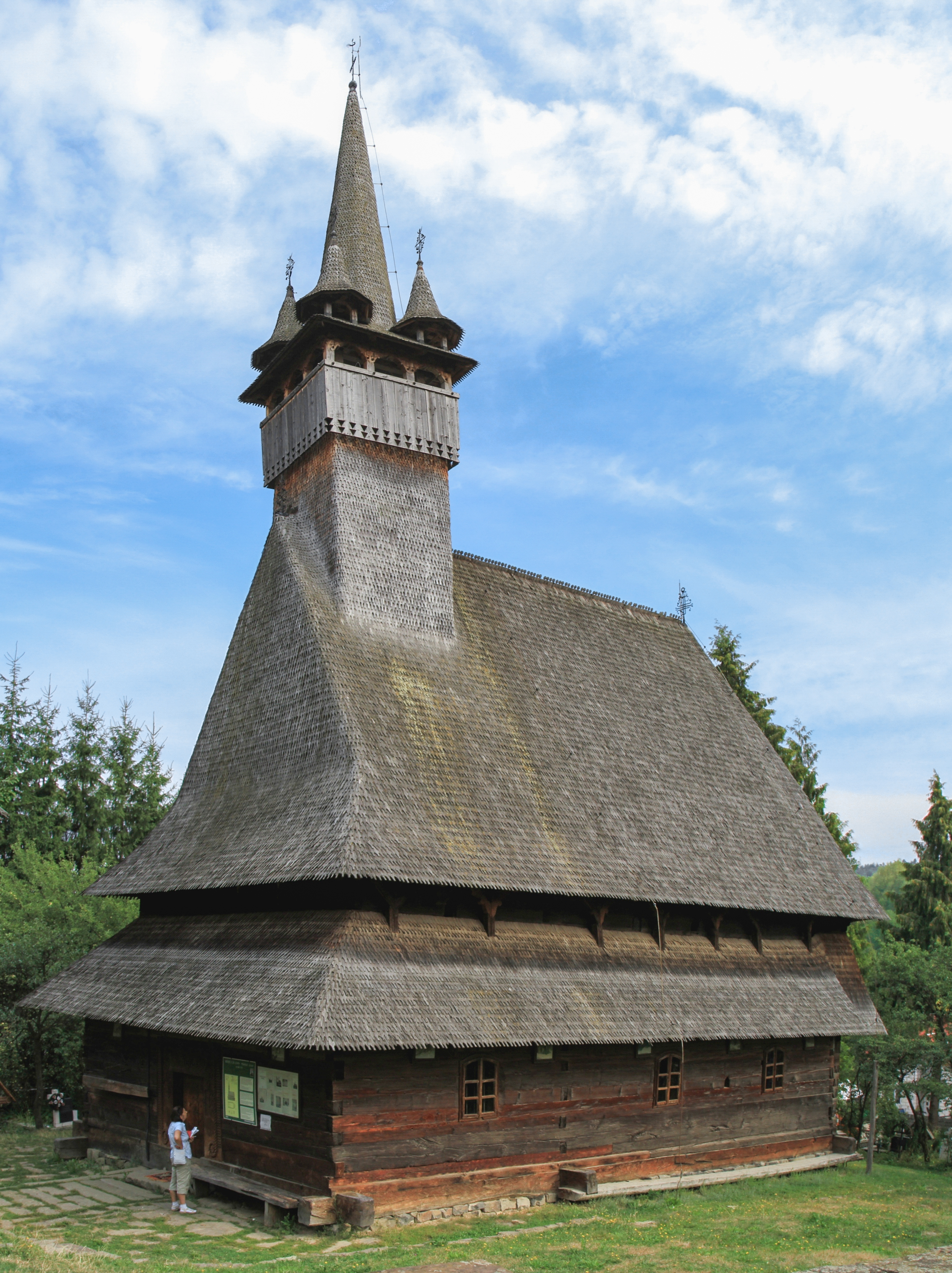
Celkový pohled
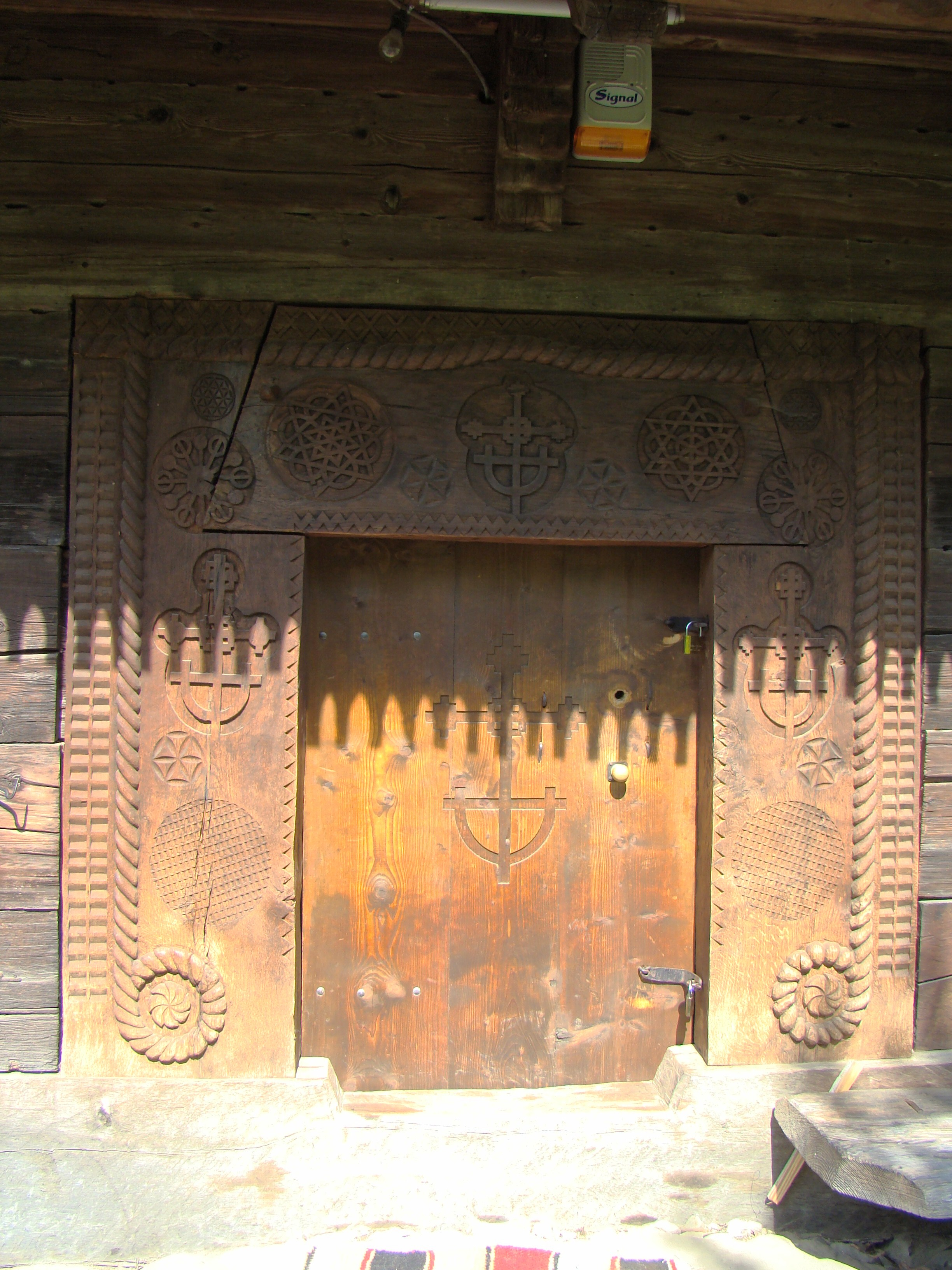
Vchod
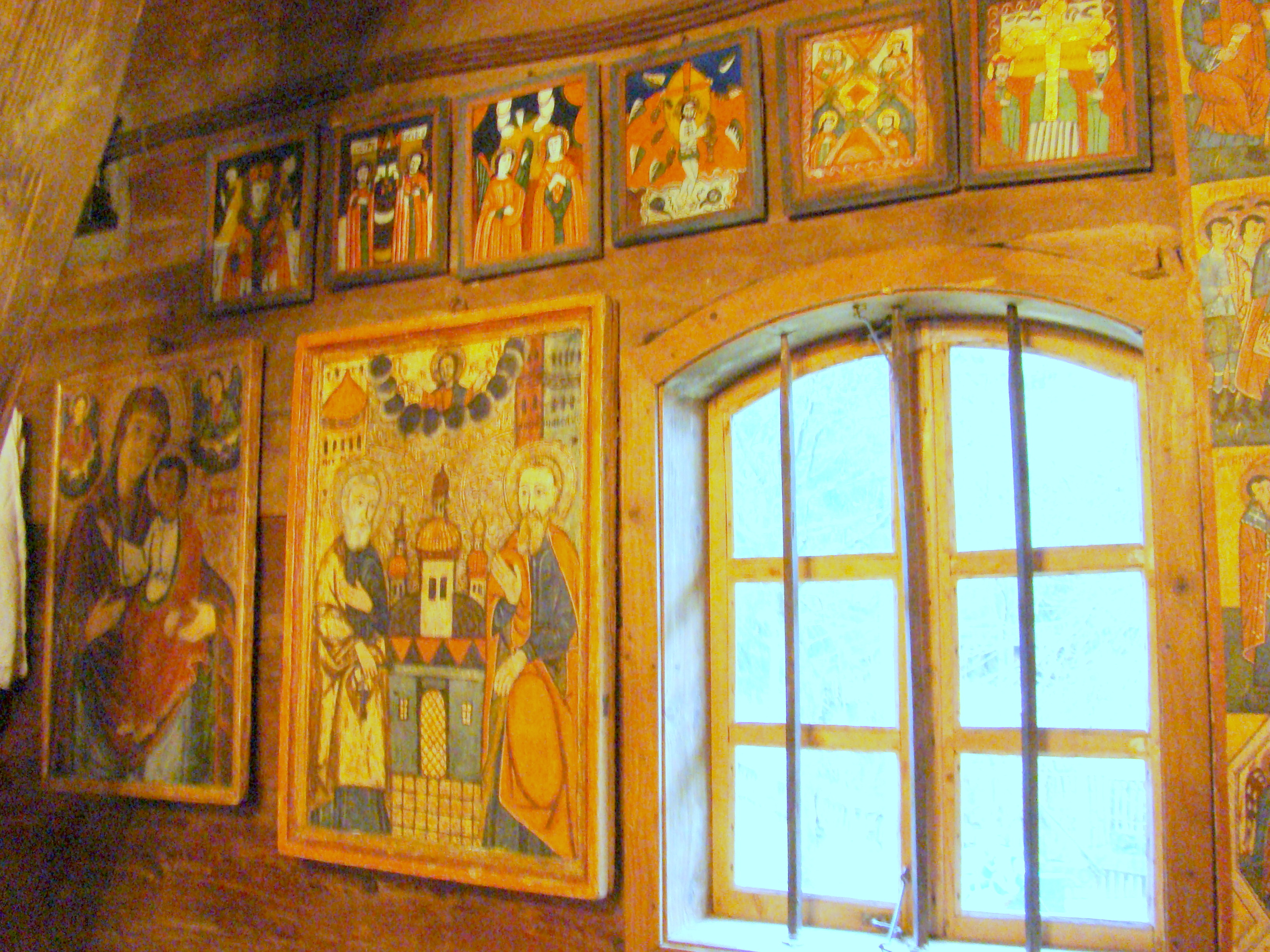
Vnitřní výmalba
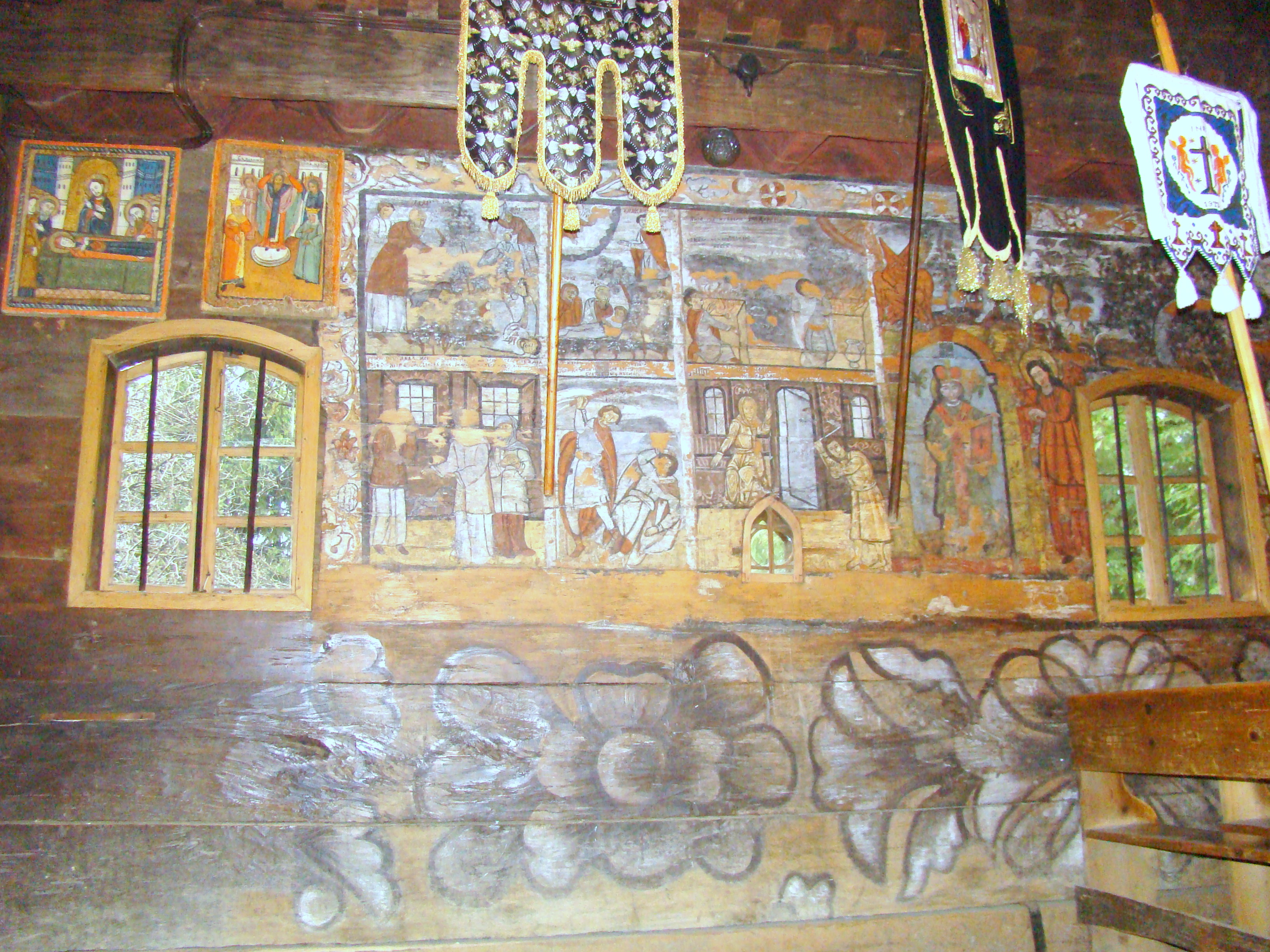
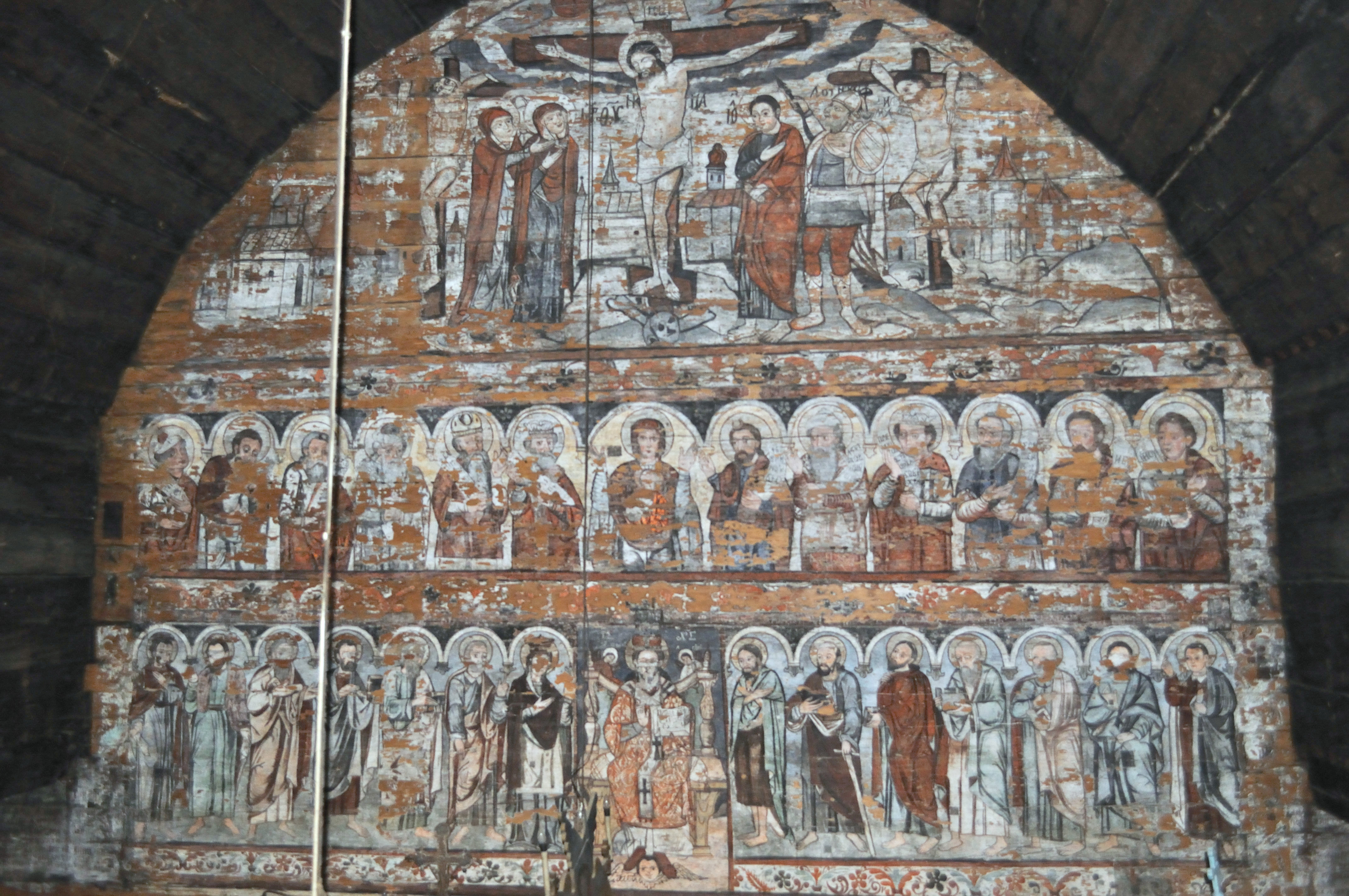
Ikonostas
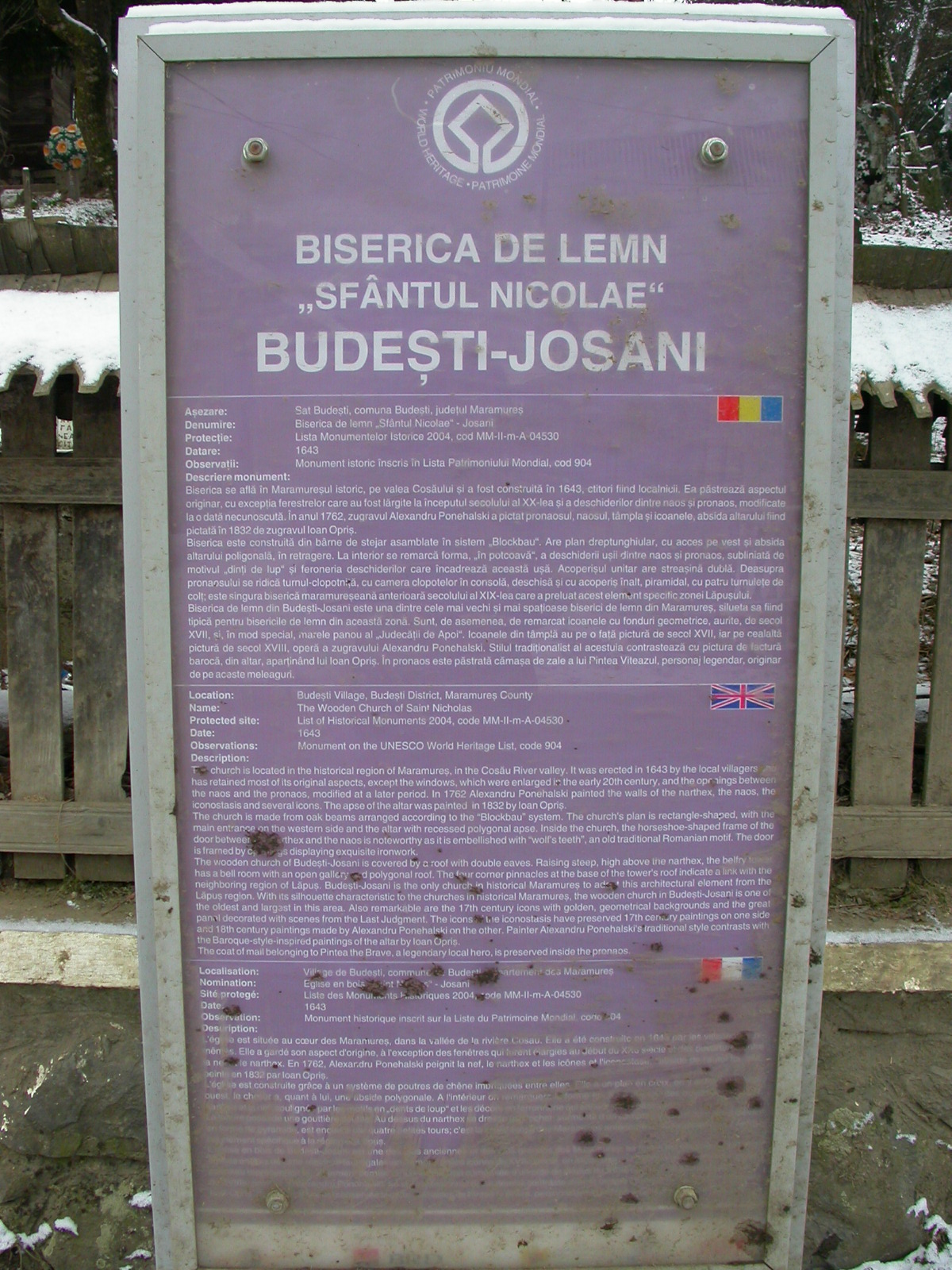